# Sendzimir
Sendzimir è un processo di zincatura a caldo delle lamiere o nastri di acciaio, che avviene direttamente in acciaieria durante la produzione della lamiera o del nastro stessi.
Il nome del processo deriva da quello del suo inventore Tadeusz Sendzimir.
Questo procedimento di zincatura consiste in un trattamento che prevede il passaggio della lamiera in una vasca ceramica; a questo bagno vengono aggiunti, solitamente, piombo come elemento fluidificante
ed alluminio per favorire l’aderenza dello zinco all’acciaio. Prima del passaggio dello zinco la lamiera viene sottoposta ad un trattamento di sgrassatura per l’eliminazione delle impurità superficiali e successivamente decapata in acido cloridrico per l’eliminazione degli ossidi di ferro. Lo spessore desiderato di rivestimento sul nastro d’acciaio dipende dalla velocità di trascinamento del nastro medesimo ed è controllata da un sistema di regolazione di lame d’aria. Terminato il trattamento il nastro viene riavvolto ed è pronto per la successiva lavorazione di profilatura.
I prodotti ottenuti con questo processo sono conformi alla norma UNI EN 10346, che ha gradualmente sostituito le  UNI EN 10327,UNI EN 10147ed UNI EN 10292. La zincatura della superficie non elimina la possibilità di ossidazione al 100%; anzi, è abbastanza frequente la formazione di cellule di carbonato di zinco, che si presentano come macchie bianche e farinose. Ciò avviene, soprattutto, se l'acqua con cui viene a contatto la lamiera, ha un pH superiore a 8; per prevenire ciò, è necessario eseguire un processo di passivazione con fosfato inorganico.